# Sandvikens IF
Sandvikens IF är en idrottsförening i Sandviken i Sverige. Klubben bildades den 7 juli 1918 och utsågs den 30 december 2007, under Folkspels direktsända föreningsgala i Globen, till "årets förening i Sverige". I fotboll har laget 21 säsonger i högsta serien Allsvenskan första säsongen var 1929/1930. Senaste säsongen var 1961.
Klubben har sektioner inom:
- Sandvikens IF Bowling
- Sandvikens IF Fotboll

## Ishockey
Klubben spelade säsongen 1944/1945 i högsta serien i ishockey och sammanlagt 13 säsonger i Division II innan ishockeysektionen bildade egen förening under namnet Sandvikens IK.
Säsonger i Division I och II
Laget gjorde debut i seriespel 1939 i en serie som inte kunde spelas färdigt p.g.a. vädret. Nästa säsong gjorde man ett nytt försök och vann då sin division av Gästrikeserien och även finalen mot den andra divisionsvinnaren, Brynäs IF.
| Säsong                                | Division            | Placering | SM, upp- och nerflyttning                                                                 |
| ------------------------------------- | ------------------- | --------- | ----------------------------------------------------------------------------------------- |
| 1940/1941                             | Gästrikeserien      | 1         | SM: Utslagna av IK Huge i första kvalomgången                                             |
| 1941/1942                             | Division II Norra   | 5         | SM: Utslagna av Brynäs i andra kvalomgången                                               |
| 1942/1943                             | Division II Norra   | 2         |                                                                                           |
| 1943/1944                             | Division II Norra   | 1         | Kvalspel: Utslagna av Mariefred, uppflyttade SM: Utslagna av Brynäs i första kvalomgången |
| 1944/1945                             | Division I Norra    | 5         | nerflyttade SM: Utslagna av Mora i andra kvalomgången                                     |
| 1945/1946                             | Division II Norra   | 2         | SM: Utslagna av Brynäs i första omgången                                                  |
| 1946/1947                             | Division II Norra   | 6         |                                                                                           |
| 1947/1948                             | Division II Norra   | 5         | nerflyttade                                                                               |
| 1948/1949 spelade man i Division III. |                     |           |                                                                                           |
| 1949/1950                             | Division II Norra   | 5         | nerflyttade                                                                               |
| 1950-1958 spelade man i Division III. |                     |           |                                                                                           |
| 1958/1959                             | Division II Östra A | 6         |                                                                                           |
| 1959/1960                             | Division II Östra A | 4         |                                                                                           |
| 1960/1961                             | Division II Östra A | 6         |                                                                                           |
| 1961/1962                             | Division II Östra A | 7         | nerflyttade                                                                               |
| 1962/63 spelade man i Division III.   |                     |           |                                                                                           |
| 1963/1964                             | Division II Östra A | 7         |                                                                                           |
| 1964/1965                             | Division II Östra A | 8         | nerflyttade                                                                               |

Anmärkningar
1. ↑  Efter att kvalserien spelats färdigt beslutades att utöka Division I. Därför flyttades alla gruppsegrare upp till nästa säsong och kvalet blev betydelselöst.